# Kazimierz Gryżewski

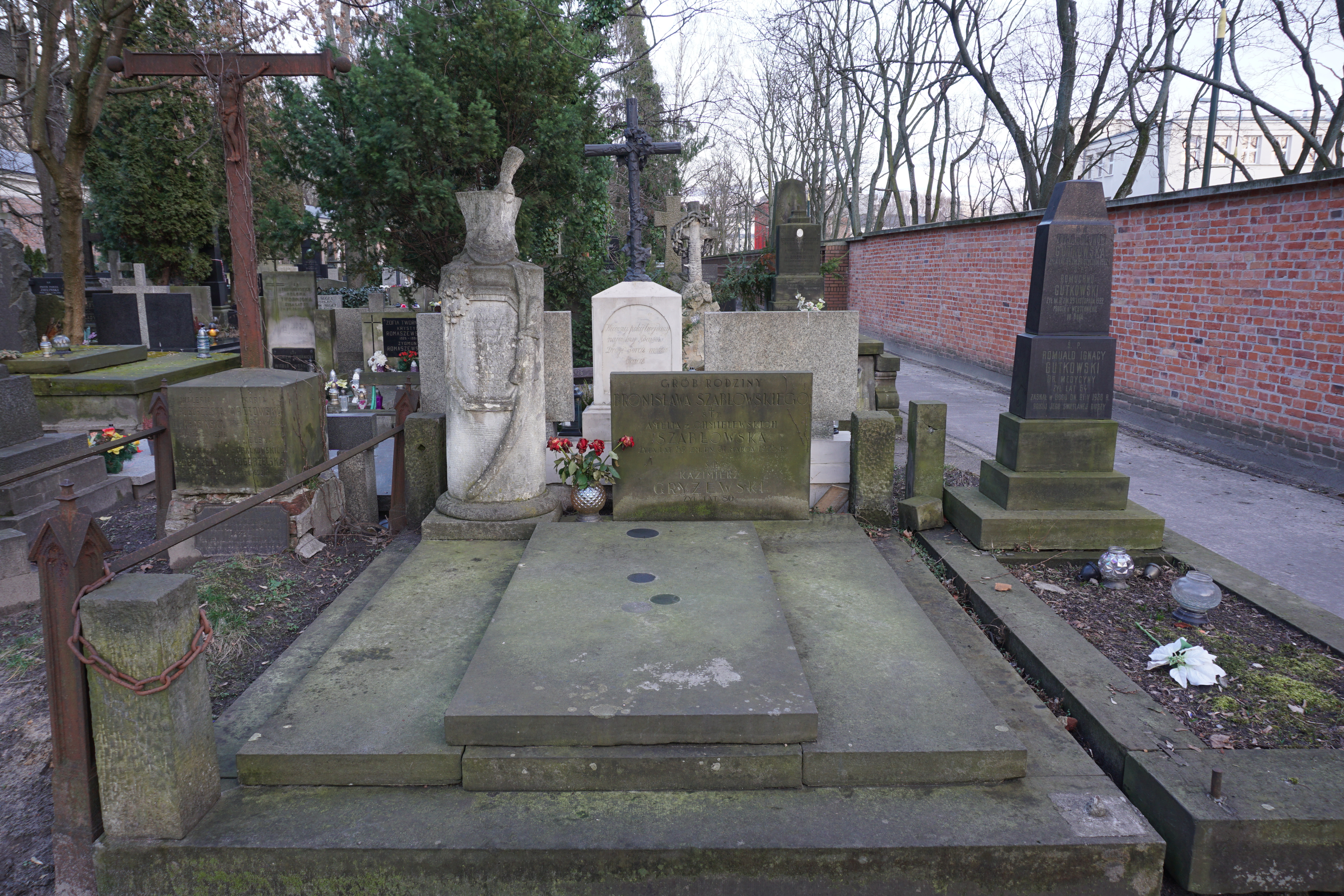
Grób Kazimierza Gryżewskiego na cmentarzu Powązkowskim

Kazimierz Gryżewski (ur. 25 listopada 1898 w Warszawie, zm. 29 sierpnia 1979 tamże) – polski dziennikarz sportowy.

## Życiorys
Był synem Jana (inżyniera komunikacji) i Franciszki z Bojasińskich. Od 1915 przebywał wraz z rodzicami w Moskwie, gdzie uczęszczał i zdał maturę w polskim gimnazjum filologicznym. W latach 1918–1920 ochotniczo służył w wojsku, uczestniczył w obronie Lwowa. Odbył studia na Wydziale Prawa Uniwersytetu Warszawskiego (uzyskując absolutorium). Studiował również w Wyższej Szkole Handlowej w Warszawie. Od 1926 pracował w Elektrycznych Kolejach Dojazdowych, w latach 1929–1932 przebywał w Paryżu, gdzie pracę w Konsulacie Generalnym RP łączył z funkcją korespondenta „Przeglądu Sportowego”.
Po powrocie do Polski pracował etatowo w koncernie tzw. „prasy czerwonej”, kierował działem sportowym w „Kurierze Czerwonym” (od 1936); współpracował także nadal z „Przeglądem Sportowym”, był korespondentem „France Soir”. Krótko po II wojnie światowej był w gronie dziennikarzy, którzy wznowili „Przegląd Sportowy”, wydawany wówczas w Łodzi. Był zastępcą redaktora naczelnego w latach 1945–1949. Pracę w „Przeglądzie” zakończył w 1953, zwolniony na żądanie ówczesnego wiceprzewodniczącego Głównego Komitetu Kultury Fizycznej Michała Jekiela po nieporozumieniu na konferencji prasowej. Pracował lub współpracował także z wieloma innymi redakcjami – „Polpressem”, „Filmem Polskim”, „Expressem Ilustrowanym”, „Expressem Wieczornym” (redaktor działu sportowego w latach 1954–1957), „Kulisami”, „Sportem”, „Sportowcem”, „Boksem”, „Widnokręgami”, „Światem”. Specjalizował się w boksie i tenisie, ale zajmował się także dziedzinami niesportowymi, m.in. redagował w „Expressie Wieczornym” dział Kulisy wielkiej wojny oraz relacjonował poznański proces Arthura Greisera. Ostatnim miejscem pracy Gryżewskiego była redakcja „Kulis”, gdzie był zastępcą kierownika jednego z działów. Przeszedł na emeryturę 1 listopada 1968.
Relacjonował trzy igrzyska olimpijskie – w Berlinie (1936), Londynie (1948) i Rzymie (1960), prowadził sprawozdania także z pięciu mistrzostw Europy w boksie (Dublin 1947, Oslo 1949, Berlin 1955, Lucerna 1959, Rzym 1963). Współpracował z czołowymi francuskimi pismami sportowymi „L'Equipe” i „France Football”. Opracował pamiętniki kilku wybitnych postaci polskiego sportu, m.in. tenisistki Jadwigi Jędrzejowskiej (Urodziłam się na korcie, 1955), lekkoatlety Janusza Kusocińskiego (Od palanta do Olimpiady i kilka lat później, 1958), trenera bokserskiego Feliksa Stamma (Pamiętniki Feliksa Stamma, 1954–1955 na łamach „Sztandaru Młodych”). Był również autorem książki 1000 niedyskrecji (1957).
Zaprzyjaźniony z wieloma sportowcami (Jadwigą Jędrzejowską, Ignacym Tłoczyńskim, Stanisławą Walasiewiczówną, Henrykiem Chmielewskim, Edwardem Ranem), ale także artystami (m.in. Adolfem Dymszą), nazywany był „królem sensacji” – w pracy dziennikarskiej, także na polu sportowym, starał się o „poszukiwanie szlagieru, sensacji wylansowanej przez gazetę i stanowiącej jej wyłączną zdobycz”. Interesował się i propagował filatelistykę, opracował Katalog Znaczków Polskich 1963, publikował na łamach dwutygodnika „Filatelistyka”. Był współautorem książki Podróże w świecie znaczków (1972, z Ottonem Grossem).
Został odznaczony m.in. Złotym Krzyżem Zasługi i Krzyżem Kawalerskim Orderu Odrodzenia Polski.
Spoczywa na cmentarzu Powązkowskim w Warszawie (kwatera 171-6-25,26).